# سازگاری حسی
سازگاری حسی (انگلیسی: sensory adaptation) واکنش دستگاه حسی به صورت کاهش تدریجی حساسیت در برابر تحریکات مداوم است. این واکنش غیرارادی که در زبان عامی، عادت نامیده می‌شود، در عمل مانند کاهش شدت محرک تجربه می‌شود. برای مثال وقتی در اتاقی چراغ خاموش شده و اتاق تاریک می‌شود، چند ثانیه ای زمان لازم است تا به اصطلاح چشم به تاریکی عادت کند. این تجربه در واقع نتیجه تطبیق دستگاه بینایی و از جمله باز شدن مردمک چشم است. سازگاری دستگاه حسی با شرایط محیطی شامل همه حواس می‌شود. مانند زمانی که به اصطلاح به سر و صدای محلی عادت کرده یا به مرور زمان توجهی به بوی اتاق خود نمی‌کنیم.
مقصد و محصول سازگاری حسی، از جمله حفاظت از گیرنده حسی است. برای مثال یک صدای به اصطلاح گوشخراش باعث انقباض عضلات ظریفی در گوش داخلی شده و در نتیجه از شدت ارتعاش مضر در داخل گوش و احتمال آسیب به پرده گوش کاسته می‌شود. 
کشف به موقع تغییرات محیطی، مانند خطر درندگان، طوفان یا آتش‌سوزی، برای موجودات زنده اهمیت حیاتی دارد. هر تغییری در محیط حاوی اطلاعات جدیدی است. در حالی که عوامل ثابت، اطلاعات جدیدی در برندارند و این یک امتیاز دیگر سازوکار سازگاری حسی است که ضمن ناچیز انگاشتن جزئیات ثابت محیطی، هوشیاری نسبت به تغییرات محیطی را همچنان حفظ می‌کند.
هر چند شدت یک محرک تا حد زیادی کیفیت و کمیت تجربه حسی ما را تعیین می‌کند، اما در یک محدوده قابل تحمل، واکنش دستگاه حسی ما نیز در این تجربه دخیل است. اصولاً دستگاه حسی ما در برابر هر محرک جدید دقیقتر و در مقابل تغییر و حرکت حساس است. وقتی وارد آشپزخانه ای می‌شویم، بلافاصله متوجه بوی قوی غذا می‌شویم اما بعد از مدتی گویا بو خود به خود ضعیف شده‌است. وقتی وارد استخر می‌شویم، ابتدا سردی آب ممکن است ناراحت‌کننده باشد. اما پس از چند دقیقه، ناراحتی رفع می‌شود. علاوه بر امثال بسیاری که در زندگی روزمره در مورد سازگاری حسی سراغ داریم، در آزمایشگاه نیز واکنش تعدیلی دستگاه حسی تحت مطالعه عملی قرار گرفته‌است. یک نمونه از آن را می‌توانید در تصویر متحرک جعبه اطلاعات این صفحه مشاهده کنید. پس از ۲۰ تا ۳۰ ثانیه خیره شدن به نقطه چشمک زن مرکزی، یک یا چند تا از نقاط ثابت در حاشیه معمولاً تا زمانی که چشم شما هیچ تکانی نخورده، دیده نمی‌شوند. اما به محض جنبیدن چشم، بار دیگر نمایان می‌شوند.

## سازگاری ادراک (انگلیسی: perceptual adaptation)
همه اندام‌های حسی توانایی سازگاری را نشان می‌دهند، برای مثال سازگاری چشم برای دیدن در تاریکی، اما مغز نیز بسیاری از تأثیرات حسی را غربال می‌کند تا به کلی تحت تسخیر اطلاعات حسی قرار نگیرد.

در اواخر دهه ۱۸۰۰م، هرمان فون هلمهولتز، پزشک و فیزیکدان آلمانی، به‌طور گسترده در مورد احساسات آگاهانه و انواع مختلف ادراک تحقیق کرد. او احساسات را به عنوان عناصر خام تجربه آگاهانه که نیازی به یادگیری ندارند، و ادراک را به عنوان تفسیر معنادار ناشی از حواس تعریف کرد. او خواص فیزیکی چشم و بینایی و همچنین حس شنوایی را مورد مطالعه قرار داد. در یکی از آزمایش‌های کلاسیک او در مورد چگونگی تغییر ادراک فضا توسط تجربه، تعدادی داوطلب از عینک‌هایی استفاده کردند که میدان بینایی را چندین درجه به سمت راست منحرف می‌کرد. از شرکت کنندگان خواسته شد به یک شیء نگاه کنند، چشمان خود را ببندند و سعی کنند دست خود را دراز کرده و آن را لمس کنند. در ابتدا، افراد تحت آزمایش با خطای زیاد به سمت چپ شیء دست دراز کردند، اما پس از چند آزمایش توانستند حرکت خود را اصلاح کنند.

هلمهولتز این نظریه را مطرح کرد که انطباق ادراک ممکن است ناشی از فرآیندی باشد که او از آن به عنوان استنتاج ناخودآگاه یاد می‌کند، جایی که ذهن به‌طور ناخودآگاه قوانین خاصی را اتخاذ می‌کند تا آنچه که از جهان درک می‌شود را با منطق و انتظارات خود هماهنگ کند. یک مثال از این پدیده این است که وقتی توپ به نظر می‌رسد کوچکتر و کوچکتر می‌شود، ذهن ناظر استنباط می‌کند که توپ از او دور می‌شود.

در دهه ۱۸۹۰م، روان‌شناس جورج ام استراتون مطالعاتی انجام داد و نظریه سازگاری ادراک را آزمایش کرد. در یک آزمایش، او به مدت ۲۱ ساعت و نیم در مدت سه روز از عینک وارونه نما استفاده کرد. پس از برداشتن عینک، بینایی طبیعی فوراً و بدون هیچ گونه اختلال مشهود به وضع طبیعی بازگشت.

در آزمایش بعدی، استراتون این عینک را به مدت هشت روز کامل استفاده کرد. در روز چهارم، تصاویری که از پس عینک ویژه دیده می‌شدند هنوز وارونه بودند. با این حال، در روز پنجم، تصاویر به صورت عادی ظاهر شدند. اما باز زمانی که او روی آنها تمرکز کرد، توانست دوباره آنها را وارونه ببیند. استراتون این تجربه خود که تحت تأثیر تمرکز خودآگاه بود را نوعی سازگاری ذهن با تغییر محسوسات چشم، استنباط کرد. 
استراتون همچنین آزمایش‌هایی انجام داد که در آن عینک‌هایی به چشم می‌زد که میدان بینایی او را تا ۴۵ درجه تغییر می‌داد. در این آزمایشها نیز مغز او توانست خود را به تغییر ات عادت دهد و جهان را عادی درک کند.

## سازگاری عمومی (General adaptation)
سازگاری عمومی به فرآیندهایی اطلاق می‌شود که به ارگانیسم کمک می‌کند تا محیط داخلی را علیرغم تغییرات محیط خارجی، ثابت نگه دارد. این فرایندها ترجیحاً توسط هورمون‌های
غدد فوق کلیوی تنظیم می‌شوند. ترشح هورمون غده فوق کلیوی توسط غده هیپوفیز با هورمون
آدرنوکورتیکوتروپین کنترل می‌شود و غده هیپوفیز توسط هیپوتالاموس در مغز میانی کنترل می‌شود. هنگامی که بدن در معرض استرس فیزیکی یا روانی عمده قرار می‌گیرد، تعدادی از فرآیندهای تنظیمی و کاهش دهنده از طریق دریافت پیام فعال می‌شود. نمونه‌هایی از این گونه استرس‌ها شامل صدمات، از دست دادن خون، سوختگی، مسمومیت، عفونت و همچنین شوک‌های روانی است. می‌توان بین سه مرحله در واکنش ارگانیسم به استرس تمایز قائل شد: مرحله هشدار، که می‌تواند به یک شوک فیزیکی تهدید کننده زندگی تبدیل شود، مرحله مقاومت، که با تلاش ارگانیسم برای بازگرداندن شرایط طبیعی مشخص می‌شود و اگر مکانیسم‌های خنثی کننده از کار بیفتند، مرحله سوم یعنی فرسودگی رخ می‌دهد. در مرحله فرسودگی، مقاومت ارگانیسم بسیار ضعیف می‌شود. بسیاری از بیماری‌های مزمن و جدی مانند افزایش فشار خون، تصلب شرایین و زخم معده احتمالاً می‌توانند به عنوان بیماری‌های سازگاری تلقی شوند، یعنی بیماری‌هایی که ناشی از فشار مداوم بر مکانیسم‌های سازگاری ارگانیسم هستند.

## انواع
هر چند همه اندام‌های حسی به نوعی توانایی در سازگاری مجهزند، اما در شیوه اعمال آن در کنار تشابه، تفاوتهایی نیز دارند. سازگاری حسی می‌تواند در مواردی بسیار سریع و تقریباً بلافاصله بروز کند و در موارد دیگر به کندی ظاهر شود و البته مکانیزم فیزیولوژیک این دو گروه بسیار متفاوت است. سلول‌های حسی زمانی که در معرض تأثیر دائمی محرکی قرار می‌گیرند خسته شده و تکانه‌های کمتری به مغز ارسال می‌کنند. همزمان، نوعی انسداد در مراکز کنترل مغز رخ می‌دهد، به طوری که تأثیر تحریکات مداوم و یکنواخت از آگاهی حذف می‌شود. این گونه، ما می‌توانیم حتی به شدیدترین بوها عادت کنیم. مثال دیگر سازگاری منفعل، عادت به لباس یا ساعت مچی است. این شکل از سازگاری، پیش نیازی برای عملکرد مغز است و گر نه مغز زیر حجم بزرگی از تحریکات حسی از کار می‌افتاد. اما بخشی از سازگاری چشم با نور کم،
یک فرایند فعال و کند است. وقتی نور ضعیف می‌شود، حساسیت چشم به نور افزایش می‌یابد. اکثر سلول‌های حساس به نور در شبکیه، تقریباً ۲۰ میلیون سلول میله ای، نمی‌توانند در نور شدید عمل کنند. آنها حاوی یک نوع رنگدانه هستند که با قرار گرفتن در معرض نور تجزیه می‌شود. در طول تجزیه، انرژی شیمیایی آزاد می‌شود که باعث ارسال پیامهای عصبی می‌گردد. پیامهایی که مغز آنها را به عنوان نور درک می‌کند. با این حال، در تاریکی و نور کم، این سلول‌ها می‌توانند رنگدانه را دوباره بسازند، به طوری که وقتی نور به آنها برخورد کند دوباره واکنش نشان می‌دهند. این بازسازی کمی زمان می‌برد. به همین دلیل هنگامی که از روشنایی به سمت تاریکی حرکت می‌کنیم، حساسیت چشم به نور به آرامی افزایش می‌یابد. گوش نیز ظرفیت سازگاری فعال دارد. در گوش میانی، سه استخوان چکشی، سندانی و رکابی، ارتعاشات پرده گوش را به گوش داخلی منتقل می‌کنند. بین این استخوان‌ها ماهیچه‌های کوچکی وجود دارد. اگر پرده گوش در معرض تأثیرات شدید صدا قرار گیرد، این عضلات در یک واکنش انعکاسی منقبض شده و در نتیجه از شدت ارتعاش مضر در داخل گوش و احتمال آسیب به پرده گوش کاسته می‌شود.